# Las Grodziecki
Las Grodziecki (lasek grodziecki) – kompleks leśny na terenie Będzina w dzielnicy Grodziec, należący do nadleśnictwa Siewierz (leśnictwo Grodziec). Usytuowany jest pomiędzy dzielnicami: Grodziec, Łagisza i Gzichów.
Las Grodziecki stanowi jeden z trzech obszarów chronionego krajobrazu na terenie Będzina, utworzonych uchwałą Rady Miejskiej z 23 czerwca 1993 roku. Zajmuje 149,3 ha.
Dominują siedliska leśne. Wzdłuż cieków i zagłębień wykształciły się siedliska łęgowe, a sporadycznie w miejscach stagnacji oraz utrudnionego odpływu wód występują siedliska o charakterze olsów. W drzewostanie występują głównie jesiony, jawory, klony, brzozy, dęby szypułkowe, sosny i świerki. W większości to drzewa nieprzekraczające 100 lat.  W środkowej części kompleksu znajdują się rozległe fragmenty wilgotnych łąk, gdzie występują liczne zagłębienia wodne. W pobliżu leśniczówki znajduje się wywierzysko, w którym wytrąca się martwica wapienna. Porastają ją liczne mszaki oraz skrzyp błotny. W kompleksie znajdują się dwa niewielkie stawy, będące jednymi z nielicznych akwenów na terenie Będzina.
Las Grodziecki to jedyna ostoja fauny leśnej w mieście. Występują tu gatunki ptaków związane z takim środowiskiem jak: myszołów, jastrząb, kruk, strzyżyk, dzięcioł duży, grubodziób. Spośród ssaków można spotkać sarnę, lisa i dzika.
Przez las przebiega czerwony Szlak Husarii Polskiej (w kierunku Góry Św. Doroty i zamku będzińskiego), szlak rowerowy oraz przyrodnicza ścieżka dydaktyczna (ok. 1100 m) o tematyce leśnej z kilkoma tablicami informacyjnymi.